# Aztec Camera
Aztec Camera fue una banda escocesa de pop rock formada por Roddy Frame, cantante, compositor y único miembro constante del grupo. Establecida en 1980, Aztec Camera lanzó un total de seis álbumes: High Land, Hard Rain (1983), Knife (1984), Love (1987), Stray (1990), Dreamland (1993) y Frestonia (1995).

## Historia
Aztec Camera suele englobarse dentro del movimiento new wave, particularmente como exponentes del jangle pop utilizando como base instrumental las guitarras acústicas en un momento en que los sintetizadores relegaron las guitarras a un segundo plano durante la década de los 80. La banda se formó en 1980 en Glasgow. Su líder, Roddy Frame, tenía tan solo 17 años. El resto de la formación estaba compuesta por Bernie Clarke (teclados), Campbell Owens (bajo) y Dave Mulholland (batería). En marzo de ese mismo año, publicaron su primer sencillo, que contenía las canciones Just Like Gold y We Could Send Letters. Una versión acústica de la segunda canción fue publicada, también en 1981, en el álbum recopilatorio C81 publicado por New Musical Express en formato casete, incluyendo canciones de las principales bandas alternativas del momento. Este álbum sería de gran influencia en el mundo musical. Finalmente, también en 1981, publicaron un segundo sencillo, Mattress Of Wire.
En abril de 1983, el grupo publicó su primer álbum, High Land, Hard Rain. El mismo obtuvo cierto éxito y fue aclamado por la crítica. Los miembros fundadores de la banda Bernie Clarke, Campbell Owens y Dave Mulholland abandonaron la banda antes de la publicación del álbum, que tuvo que ser mezclado y editado por Roddy Frame en solitario (Campbell Owens volvería a integrarse en la banda de forma esporádica en el futuro). A partir de ese momento, Aztec Camera dejó de ser una banda para convertirse en una "marca" que englobaba el equipo de músicos, más o menos permanente, que acompañaba a Roddy Frame. Músicos como el guitarrista Malcom Ross (de otros grupos indie como Josef K u Orange Juice) o Mick Jones (de The Clash) colaborarían en algún momento con la banda.
Su segundo álbum, Knife, fue producido por Mark Knopfler, líder de Dire Straits, y se publicó en 1984. La crítica lo tachó de «sobre-producido», con un sonido alejado del indie pop desenfadado del primer álbum. Para muchos, el sonido y el nivel musical de la banda nunca se recuperarían. Sin embargo, produjo el éxito All I Need Is Everything. Como cara B se publicó una versión lenta del éxito de Van Halen Jump (en Estados Unidos esta canción se incluyó dentro de un EP titulado simplemente Aztec Camera).
Su tercer álbum, Love, publicado en 1987, continuó en la misma línea de su predecesor y generó el éxito "Somewhere in My Heart" que llegó al puesto 3 en las listas británicas. En 1990, se publicó Stray, un álbum que volvía al sonido de los primeros años, más basado en la guitarra. En él, se encuentra el dueto con Mick Jones "Good Morning Britain". En 1993, se publicó Dreamland, en donde tiene lugar una colaboración con el compositor japonés Ryuichi Sakamoto. El estilo musical se basaba en canciones suaves y discretas. Su último álbum, Frestonia, publicado en 1995, siguió con la línea musical de su predecesor.
En este comento de su trayectoria, Aztec Camera se había convertido en un vehículo personal de Roddy Frame para exteriorizar sus propios proyectos personales. Frame decidió retirar el nombre de Aztec Camera y comenzar a publicar álbumes con su nombre. En 1999, se publicó el recopilatorio The Best of Aztec Camera, que no incluía ninguna canción del álbum Frestonia y sin embargo, incluía una canción del álbum The North Star, de Roddy Frame en solitario. La cuarta parte del disco estaba basada en High Land, Hard Rain, su primer álbum. En 2001, vio la luz un segundo recopilatorio Deep and Wide and Tall.

## Músicos
- Roddy Frame - Guitarra, armónica y voz (1980-1995)

Bajo
- Campbell Owens (1981-1985, 1990)
- Will Lee (1987)
- Paul Powell (1990-1993)
- Gary Tibbs (1993)
- Yolanda Charles (1995)

Teclados
- Bernie Clarke (1981-1983)
- Rob Mounsey (1987)
- Gary Sanctuary (1990-1993)
- Mark Edwards (1995)

Batería
- Dave Mulholland (1981-1983)
- Dave Ruffy (1984-1985)
- Steve Jordan (1987)
- Frank Tontoh (1990)
- David Palmer (1993)
- Jeremy Stacey (1995)

### Otros músicos
- Malcolm Ross - Guitarra (1984)
- Paul Carrack (1990)
- Edwyn Collins (1990)
- Mick Jones (1990)
- Steve Sidelnyk - Percusión (1990-1993)
- Victor Bailey - Bajo (1993)
- Barry Finclair - Violín (1993)
- Sylvia Mason James - Voz (1993)
- Romero Lubambo - Guitarra (1993)
- Vivian Sessoms - Voz (1993)
- Naná Vasconcelos - Percusión (1993)
- Sue Dench - Cuerdas (1995)
- Claudia Fontaine - Voz (1995)
- Leo Payne - Cuerdas (1995)
- Audrey Riley - Cuerdas (1995)
- Chris Tombling - Cuerdas (1995)

## Discografía

### Álbumes
- High Land, Hard Rain (1983)
- Knife (1984)
- Love (1987)
- Stray (1990)
- Dreamland (1993)
- Frestonia (1995)

### EP
- Aztec Camera (1985) - Publicado en Estados Unidos. Incluye una versión de estudio de la canción Jump de Van Halen y cinco canciones grabadas en vivo en el Dominion Theatre en octubre de 1984.

### Recopilatorios
- The Best of Aztec Camera (1999)
- Deep and Wide and Tall (2005)

### Sencillos
| Año  | Sencillo                            | UK singles | UK indie | U.S. Modern Rock | Álbum                |
| ---- | ----------------------------------- | ---------- | -------- | ---------------- | -------------------- |
| 1981 | "Just Like Gold"                    | -          | 10       | -                | -                    |
| 1981 | "Mattress of Wire"                  | -          | 8        | -                | -                    |
| 1982 | "From Pillar to Post"               | -          | 4        | -                | High Land, Hard Rain |
| 1983 | "Oblivious"                         | 47         | 1        | -                | High Land, Hard Rain |
| 1983 | "Walk Out to Winter"                | 64         | 3        | -                | High Land, Hard Rain |
| 1983 | "Oblivious" (re-issue)              | 18         | -        | -                | High Land, Hard Rain |
| 1984 | "All I Need Is Everything" / "Jump" | 34         | -        | -                | Knife                |
| 1984 | "Still on Fire"                     | 83         | -        | -                | Knife                |
| 1987 | "Deep & Wide & Tall"                | 55         | -        | -                | Love                 |
| 1988 | "How Men Are"                       | 25         | -        | -                | Love                 |
| 1988 | "Somewhere in My Heart"             | 3          | -        | -                | Love                 |
| 1988 | "Working in a Goldmine"             | 31         | -        | -                | Love                 |
| 1990 | "The Crying Scene"                  | 70         | -        | 3                | Stray                |
| 1990 | "Good Morning Britain"              | 19         | -        | 12               | Stray                |
| 1992 | "Spanish Horses"                    | 52         | -        | -                | Dreamland            |
| 1993 | "Dream Sweet Dreams"                | 67         | -        | -                | Dreamland            |
| 1993 | "Birds"                             | -          | -        | -                | Dreamland            |
| 1995 | "Sun"                               | -          | -        | -                | Frestonia            |